# Universiade
Universiade er en international sportsbegivenhed der afholdes i en toårig cyklus, og er tilrettelagt for universitetsatleter af International University Sports Federation (FISU). Universiaden afholdes ligesom de Olympiske Lege både om sommeren og om vinteren. Navnet er en kombination af ordene "universitet" og "olympiade". Universiaden nævnes ofte på engelsk som World University Games eller World Student Games, men det sidstnævnte begreb henviser også til konkurrencer for studerende fra andre undervisningsinstitutioner end universiteter. Universiaden, med op imod 9.000 deltagere i 2009, er den næststørste sportsbegivenhed efter de Olympiske Lege.

## Sommer Universiaden
Repræsenterede sportsgrene ved Sommer Universiaden er atletik, basketball, fægtning, fodbold, gymnastik og rytmisk gymnastik, svømning, udspring, vandpolo, tennis, bordtennis, judo og volleyball. Udover disse tretten sportsgrene skal den respektive arrangør også tilbyde mindst tre valgfrie sportsgrene fra FISU's sportsgrenskanon.

## Vinter Universiaden
Programmet til Vinter Universiaden omfatter følgende otte sportsgrene: Alpint, nordiske discipliner (langrend, skihop og nordisk kombination), kunstskøjteløb, ishockey, skøjteløb, skiskydning, snowboard og curling. Til Vinter Universiaden kan arrangøren derudover vælge op til tre valgfri sportsgrene.

## Danske medaljevindere
- Christina Scherwin, sølvmedalje i spydkast i 2003. [2]
- Sara Petersen, bronzemedalje og danmarksrekord i 400 meter hækkeløb i 2009[3]